# Ramularia ulmariae
Ramularia ulmariae Cooke – gatunek grzybów z klasy Dothideomycetes. Grzyb mikroskopijny, fitopatogen pasożytujący na roślinach z rodzaju wiązówka (Filipendula). Powoduje plamistość liści.

## Systematyka i nazewnictwo
Pozycja w klasyfikacji według Index Fungorum: Ramularia, Mycosphaerellaceae, Capnodiales, Dothideomycetidae, Dothideomycetes, Pezizomycotina, Ascomycota, Fungi.
Gatunek ten opisał Mordecai Cubitt Cooke w 1876 r.
Synonimy:
- Cylindrosporium ulmariae (Cooke) J. Schröt. 1897
- Ramularia ulmariae subsp. spiraeae-arunci Sacc. 1882

W piśmiennictwie polskim Agata Wołczańska traktuje Ramularia ulmariae jako synonim Ramularia spiraeae-arunci (Sacc.) Allescher, jednak według Index Fungorum są to odrębne gatunki.
Ramularia ulmariae znana jest w niektórych krajach Europy oraz na wschodnim wybrzeżu Kanady. Monofag. W Polsce jego występowanie opisano tylko na wiązówce błotnej (Filipendula ulmaria).

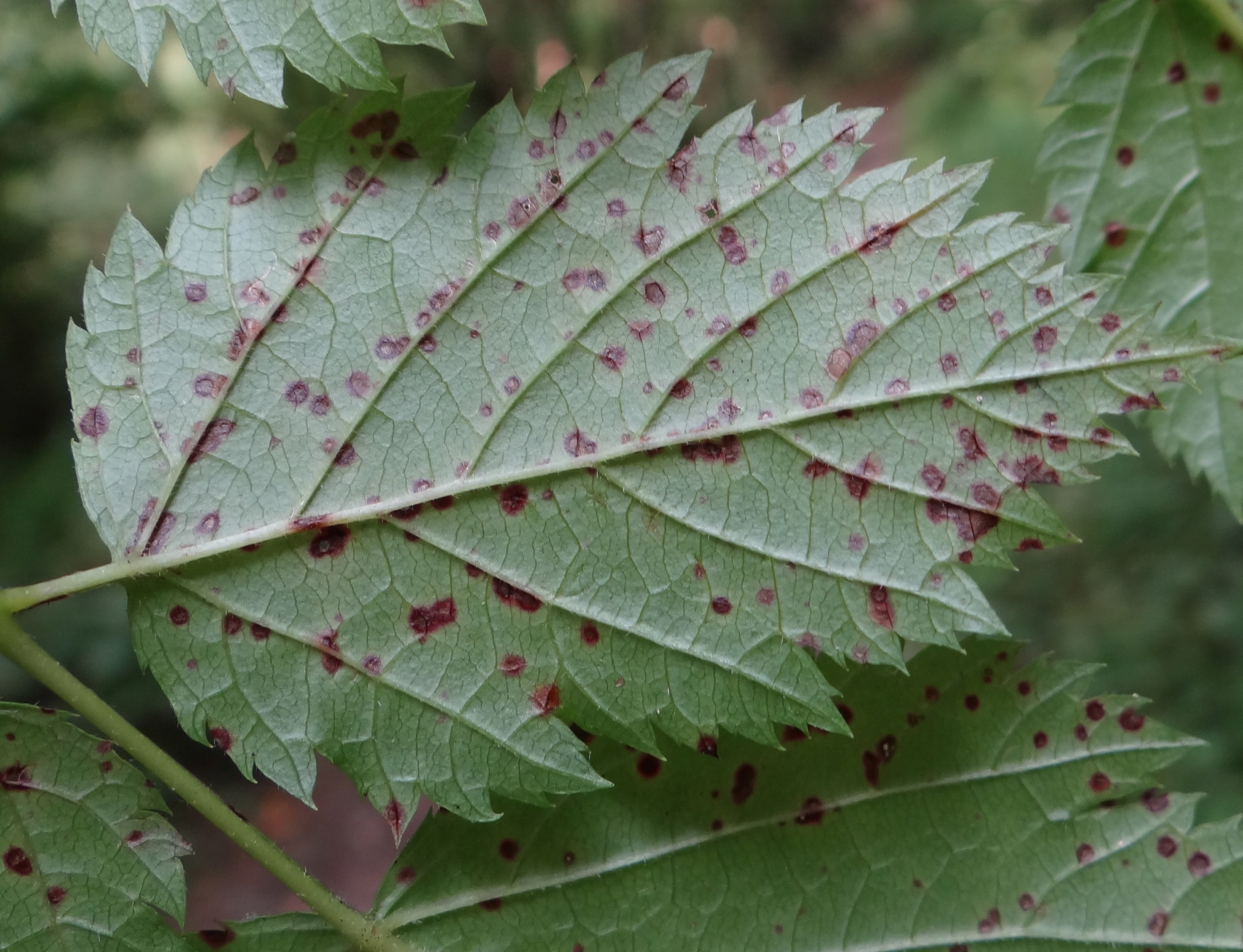
Wywołane przez Ramularia ulmariae plamy na dolnej stronie listka wiązówki błotnej